# ویلهلم مونکه
ویلهلم مونکه (به آلمانی: Wilhelm Mohnke) (زاده ۱۵ مارس ۱۹۱۱ – مرگ ۶ اوت ۲۰۰۱) یک ژنرال آلمانی در دوره رایش سوم و از ۲۰ اوت ۱۹۴۴ تا ۶ فوریه ۱۹۴۵ فرمانده لشکر لایب‌اشتاندارته اس‌اس آدولف هیتلر بود. او جزو ۱۲۰ نفری بود که یگان اس اس را در ۱۹۳۳ تأسیس نمودند. وی همچنین جزو معدود ژنرال‌هایی بود که در واپسین روزهای هیتلر در کنار او مانده بود. او پس از جنگ دستگیر شد و برای بازپرسی به مسکو فرستاده شد و تا ۱۰ اکتبر ۱۹۵۵ در زندانی انفرادی در شوروی محبوس بود. پس از آن آزاد شده و به آلمان بازگشت و باقی زندگی خود را به عنوان شهروندی عادی طی کرد.
با وجود آنکه تلاش‌های فراوانی در بریتانیا برای محاکمه او به دلیل جنایات جنگی در روزهای نخست جنگ جهانی صورت گرفت او تمامی این اتهامات را به شدت رد کرد و بیان داشت که وی هیچ دستوری برای زندانی کردن و اعدام زندانیان بریتانیایی صادر نکرده‌است. او توانست باقی عمر خود را بدون محاکمه و آزاد به عنوان دلال اتومبیل زندگی نماید. وی سرانجام در ۶ اوت ۲۰۰۱ در سن نود سالگی درگذشت.